# Gakko
Gakko (en rus: Гакко) és un poble del Daguestan, a Rússia, que el 2019 tenia 308 habitants. Pertany al districte rural d'Agvali.